# Bajo Cinca
Il Bajo Cinca (in catalano: Baix Cinca; in aragonese: Zinca Baxa) è una delle 33 comarche dell'Aragona, con una popolazione di 23 446 abitanti; suo capoluogo è Fraga.
Amministrativamente la comarca è divisa tra la provincia di Saragozza e quella di Huesca.